# Diocese de Pesqueira

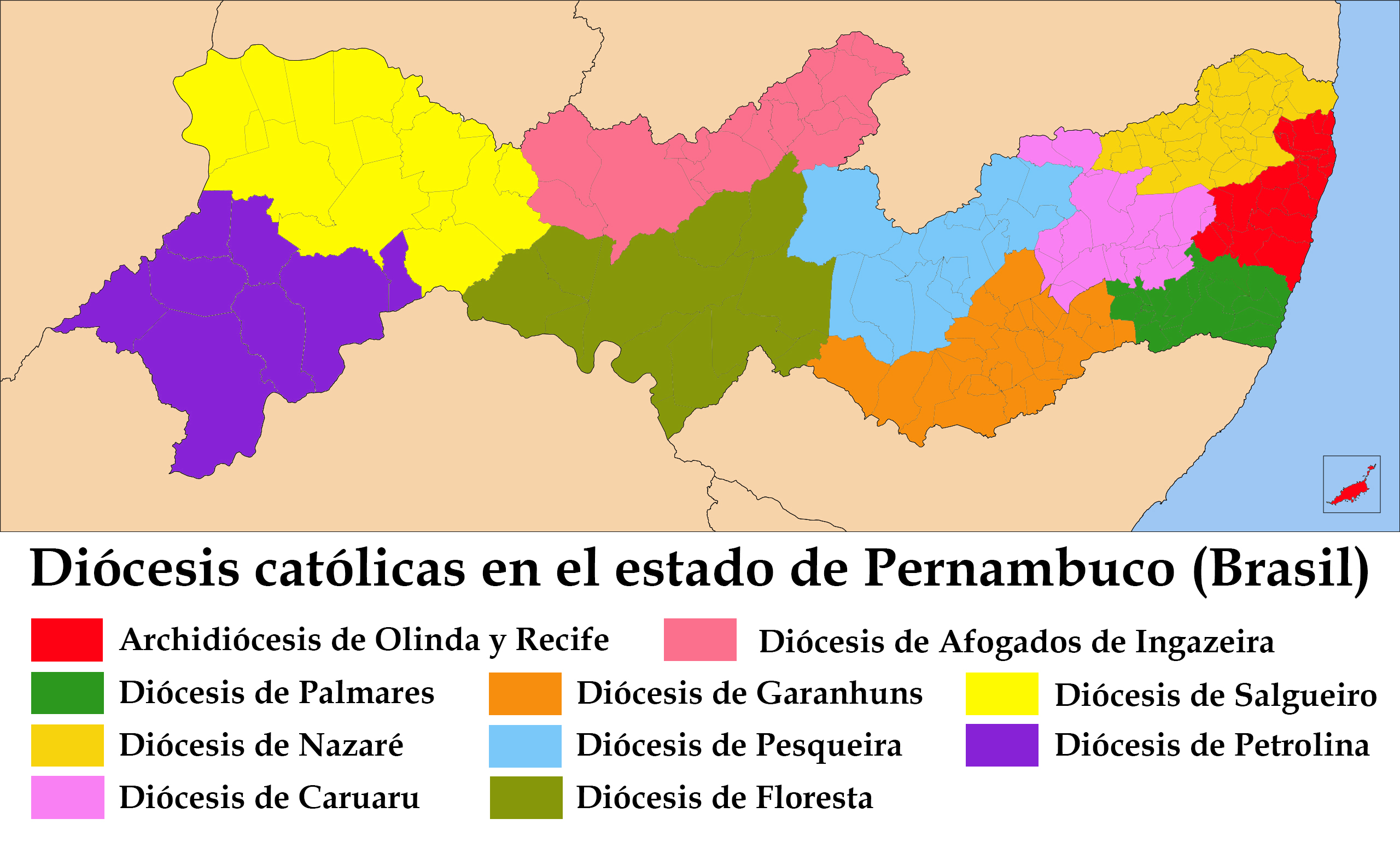
Província Eclesiástica de Olinda e Recife.

A Diocese de Pesqueira (Dioecesis Pesqueirensis) é uma circunscrição eclesiástica da Igreja Católica no Brasil, pertencente à Província Eclesiástica de Olinda e Recife e ao Conselho Episcopal Regional Nordeste II da Conferência Nacional dos Bispos do Brasil, sendo sufragânea da Arquidiocese de Olinda e Recife. A sé episcopal está na Catedral Santa Águeda, na cidade de Pesqueira, no estado de Pernambuco.

## Histórico
A primeira denominação da atual Diocese de Pesqueira foi Diocese de Floresta, erigida a 5 de dezembro de 1910, pelo Papa Pio X, desmembrada da Diocese de Olinda. Teve seu nome alterado para Diocese de Pesqueira pelo Papa Bento XV no dia 2 de agosto de 1918 pela bula “Arquidiocesis Olindensis e Recifensis”, incorporando toda a antiga Diocese de Floresta e parte da Arquidiocese de Olinda e Recife. Com o tempo foram criadas as Dioceses de Petrolina, Afogados da Ingazeira e Floresta, formadas por paróquias antes pertencentes a Diocese de Pesqueira.

## Demografia
Atualmente, a Diocese de Pesqueira, com sede no município homônimo, tem uma superfície de 10.065 km e é formada por 25 paróquias distribuídas em 13 municípios: Alagoinha, Arcoverde, Belo Jardim, Brejo da Madre de Deus, Buíque, Jataúba, Pedra, Pesqueira, Poção, Sanharó, Sertânia, Tupanatinga e Venturosa. De acordo com a Contagem da População realizada em abril de 2007 pelo IBGE, há 434.608 habitantes no solo diocesano.

## Administração
Bispos:
|                 | Nome                               | Período   | Notas                                                 |
| Bispos          | Bispos                             | Bispos    | Bispos                                                |
| --------------- | ---------------------------------- | --------- | ----------------------------------------------------- |
| 9º              | José Luiz Ferreira Salles, C.Ss.R. | 2012-     | Atual                                                 |
| 8º              | Francisco Biasin                   | 2003-2011 | Nomeado Bispo de Barra do Piraí-Volta Redonda         |
| 7º              | Bernardino Marchió                 | 1993-2002 | Nomeado Bispo de Caruaru                              |
| 6º              | Manuel Palmeira da Rocha           | 1980-1993 | Seu corpo está sepultado na Catedral de Santa Águeda. |
| 5º              | Severino Mariano de Aguiar         | 1956-1980 | Seu corpo está sepultado na Catedral de Santa Águeda. |
| 4º              | Adelmo Cavalcanti Machado          | 1948-1955 | Nomeado Arcebispo coadjutor de Maceió                 |
| 3º              | Adalberto Accioli Sobral           | 1934-1947 | Nomeado Arcebispo de São Luís do Maranhão             |
| 2º              | José Antônio de Oliveira Lopes     | 1915-1932 | Seu corpo foi sepultado na Catedral de Santa Águeda.  |
| 1º              | Augusto Álvaro da Silva            | 1911-1915 | Nomeado Bispo de Barra                                |
| Bispo-coadjutor |                                    |           |                                                       |
|                 | Bernardino Marchió                 | 1991-1993 |                                                       |